# Le Déserteur (film, 2008)
Pour les articles homonymes, voir Le Déserteur.
Le Déserteur est un film québécois réalisé par Simon Lavoie, sorti le 24 octobre 2008.

## Synopsis
Le 7 mai 1944, à Saint-Lambert-de-Lévis (village au sud de Québec), des constables de la Gendarmerie royale du Canada (GRC) abattent un jeune conscrit d’une balle dans le dos. Son nom est Georges Guénette et il a un jour déserté l’armée. C’était son seul crime.
Quelques jours plus tard, un journaliste à l’emploi du Bloc populaire, un parti politique opposé à la conscription, se rend à Saint-Lambert pour faire la lumière sur les circonstances de ce drame. Par l’entremise des témoignages recueillis par le journaliste, les derniers mois de la vie du jeune homme sont racontés. Le téléspectateur découvre le quotidien d’un conscrit déserteur vivant dans la clandestinité, la relation tendue de ce dernier avec ses parents (dont il était le seul soutien), ses liens avec d’autres fuyards, ses amours contrariés avec une jeune femme mariée du village, ainsi que les motifs de sa désertion.
Il s’avère finalement que la mort de Guénette est liée à un autre événement : l’hiver précédent, un constable de la gendarmerie est sévèrement tabassé par quatre jeunes gens du village. L’identité des coupables demeure obscure, mais on soupçonne Guénette d’avoir été l’un d’eux...

## Fiche technique
- Titre : Le Déserteur
- Réalisation : Simon Lavoie
- Scénario : Simon Lavoie
- Photographie : Michel La Veaux
- Montage : Mathieu Denis
- Prise de son : Marcel Chouinard
- Direction artistique : Gaudeline Sauriol
- Costumes : Francesca Chamberland
- Coiffure : Martin Rivest
- Maquillage : Claudette Beaudoin
- Musique : Normand Corbeil
- Production : Réal Chabot
- Date de sortie : Québec : 24 octobre 2008
- Langue : Français
- Genre : Drame historique
- Durée : 1h47

## Distribution
- Émile Proulx-Cloutier : Georges Guenette
- Raymond Cloutier : Joseph Guénette
- Danielle Proulx : Leda Couture
- Viviane Audet : Berthe Neron
- Benoît Gouin : Roger Vezina
- Patrice Dussault : Mathias Morin
- Sébastien Delorme : Caporal Yves Dubé
- Vincent-Guillaume Otis : Armand Roy
- François Gadbois : Roland Fontaine
- Marc Paquet : Hervé Plante
- Gilles Renaud : Constable Gordon Coutu
- Guy Thauvette : Pierre Lacasse
- Denis Trudel : Georges Larochelle
- Réjean Lefrançois : Joseph-Henri Labonté
- Steve Laplante : Alphonse Lortie, photographe